# کافیکس
کافیکس (عبری: קופיקס‎) شرکت صنایع غذایی اسرائیلی است، که در سال ۲۰۱۳ تأسیس شد.